# Ignacy Nemet Allah I
Ignacy Nemet Allah I (ur. ?, zm. ?) – w latach 1557–1576 98. syryjsko-prawosławny Patriarcha Antiochii. 